# Tuamasaga
Tuamasaga è un distretto di Samoa. Comprendente parte dell'isola Upolu, ha una popolazione (Censimento 2016) di 95.907.  Il capoluogo è Afega.